# Mal d'amour
Mal d'amour est un roman écrit par Jean Fayard publié en 1931 aux éditions Fayard et ayant reçu le prix Goncourt la même année.L’écrivain est le propre fils de son éditeur Jean-Arthème Fayard. Il prendra plus tard la tête de l’entreprise d’édition.

## Historique
Le roman reçoit le prix Goncourt l'année également où Antoine de Saint-Exupéry fait paraître le très remarqué Vol de nuit.

## Résumé
Mal d’amour raconte l’histoire de trois hommes qui tombent amoureux de la même femme, Florence. C’est l’occasion pour l’auteur d’énoncer quelques lieux communs sur les hommes, l’amour et surtout les femmes. Cet ouvrage n’est pas considéré comme un roman remarquable ni à l’époque où il a paru, ni pour la postérité.

## Éditions
Ce roman a été publié chez plusieurs éditeurs.
- Paris, éditions Arthème-Fayard, 1931édition originale
- Paris, éditions Arthème-Fayard, coll. « Le Livre de demain », no 134, illustré de 36 bois originaux de Roger Grillon, 1934
- Monaco, Éditions de l'imprimerie nationale de Monaco, coll. « Les prix Goncourt », 1951
- Paris, Presses pocket, no 1441, 1977  (ISBN 978-2-266-00271-4)